# Huallallo Carhuincho
Huallallo Carhuincho (conocido también como: Huallallo Carhuancho, Wallallo, Wallallu Karwinchu, Qalalu Karwancho) era el dios del fuego y divinidad principal de los wankas. Tiempo después, los incas lo incluirían a su panteón.
Huallallo era una divinidad asociada con los volcanes, la sequedad, la agricultura y el mundo inferior.

## Historia y mitología

### Según el manuscrito de Huarochirí
Su historia se encuentra dentro del manuscrito de Huarochirí. En dicho manuscrito, se menciona la victoria de Huallallo frente a los dioses gemelos Yanañamca y Tutañamca. Asimismo, se mencionan sus constantes enfrentamientos entre él y su némesis, el dios Pariacaca.
De la misma manera, se menciona a Huallallo como un dios antropófago y que al ser derrotado por Pariacaca, se le impuso como castigo el alimentarse de perros.

### Según la versión Huanca
La versión wanka difiere un poco con la versión de Huarochirí. Una diferencia notable es el mandato de Huallallo al pueblo wanka de no tener más de dos hijos. La versión de Huarochirí menciona que Huallallo cumplió su mandato, devorándose a uno de los niños; mientras que al otro se le permitía ser criado por sus padres. En la versión wanka, se explica la razón por la que Huallallo decretó dicha orden. La razón era porque los wankas, conforme iba creciendo su población, exigían a Huallallo más tierras y nuevas formas de cultivarlas para que el hambre no siguiera devorando a los hombres. Sin embargo, ante las angustiosas súplicas de los wankas, Huallallo revocó su mandato.
Otra diferencia que vale la pena resaltar es el consumo de carne de perro. Según esta versión, no fue nadie más que el propio Huallallo quien impuso el consumo del animal. Sin embargo, estos eran soldados enemigos de su pueblo, los cuales fueron convertidos en perros. Estos perros fueron muy buenos y leales a los hombres, tanto en vida como después de la muerte. El mismo Huallallo, para celebrar esta victoria, enseñó a los wankas a quitar la piel todavía fresca de los guerreros enemigos y ponerla de cuero de tambor. Para completar la ceremonia, el mismo dios, escogió cinco perros, los sacrificó, e hizo comer su carne y beber su sangre mezclada con chicha. Aparte de servir como alimentación, sus cráneos fueron usados para fabricar instrumentos de viento, los cuales producían un sonido aterrador y fueron usados contra sus enemigos.
Asimismo, tanto en la mitología wanka como en la mitología incaica, Huallallo, al igual que otros dioses, fue creado por el gran Huiracocha. 

### Leyendas orales
En leyendas orales, se menciona que un hambriento Huallallo avistó a un joven al cual pensó devorar. Sin embargo, grande fue su sorpresa cuando se entera de que aquel joven era una simple manifestación de Inti, el dios Sol. A raíz de esto, Huallallo fue castigado por Huiracocha, quien lo amarró completamente y lo envió a una isla. En dicho lugar, Huallallo estará a merced de animales que le morderán y le picarán. Al tratarse de un dios andino, este es inmortal, por lo que su sufrimiento será eterno.

### La hija de Huallallo Carhuincho
El siguiente relato es una leyenda oral que narra acerca del imposible amor entre Huaytapallana (hija del dios Huallallo Carhuincho) y Amaru (hijo del dios Pariacaca). Fruto de este amorío, los padres de ambos, quienes ya estaban enemistados antes de dicho evento, desencadenan una batalla que ocasiona calamidades en la Tierra.
El mito narra lo siguiente:
Se dice que la primogénita de Huallallo, llamada Huaytapallana, era la más hermosa entre todas las mujeres de la región. Con el propósito de poder ocultarla de los hombres, su orgulloso padre sembró para ella un hermoso jardín lleno de las más bellas flores dentro del abrigo de las montañas.
Por su parte, Pariacaca tuvo un hijo varón a quien llamaría Amaru. Por ser hijo de un Apu (dios), este joven tenía el poder de tomar la forma de cualquier animal, además a este joven le encantaba realizar extensos viajes bajo la forma de diversos animales. Y es así que un día, mientras se trasladaba por los valles de su padre, encontró a su pareja con quien se casó y tuvo una hija.
Sin embargo, uno de los días en los que Amaru sobrevolaba unas montañas bajo la forma de un águila y, sin darse cuenta, salió de los dominios de su padre. En eso, el joven vislumbró un jardín de flores como nunca antes había visto y, dominado por la curiosidad, se transformó en hombre para adentrarse en aquel paraje escondido. Al pie de la laguna Carhuacocha se encontraba Huaytapallana, la hija de Huallallo, cuya belleza era tal que logró hacer de que el joven Amaru olvidase todo al instante para posteriormente quedar perdidamente enamorado de ella; del mismo modo, la hermosa doncella también se enamoraría de él y tal fue la mutua atracción que fruto de este romance nacieron cinco hijos.
Cuando Huallallo se enteró de esto, quiso averiguar acerca del misterioso joven que había tomado el corazón de su hija. Al consultar a los vientos, Huallallo se enteró de que aquel hombre era el hijo de su rival Pariacaca, y que además de Amaru ya estaba casado y tenía una hija. Herido en lo más profundo por el adulterio cometido, Huallallo ordenó a los vientos que llevasen a los oídos de Amaru noticias de su esposa y de su hija. Al recordarlas, Amaru tomó conciencia de todo lo que había hecho y salió en busca de su familia. Al pasar por una quebrada, Huallallo se le acercó sigilosamente y le dio un golpe mortal que terminó con su vida. Al enterarse de la tragedia, Pariacaca quedó abatido por la pérdida de su hijo. A raíz de su aflicción, el apesadumbrado Pariacaca ahogó a Huaytapallana en la laguna Carhuacocha y a los cinco hijos en las lagunas aledañas.
Esto marcó el inicio de una terrible batalla entre ambos dioses. Conforme duraba la batalla, ambos dioses iban arrasando con todo a su paso. La sangrienta conflagración tuvo como desenlace la victoria de Pariacaca contra Huallallo Carhuincho. Al darse cuenta de que su suerte estaba echada, Huallallo decidió huir a la selva que se extendía hacia el oriente, donde sediento de venganza por la muerte de su hija, se convirtió en un devorador de hombres. Según él, estos fueron los culpables de su desgracia.
Al enterarse de todo, el gran Huiracocha, juzgó que estas crueldades no podían quedar sin castigo y decidió ajusticiar a los responsables. A manera de escarmiento, Huiracocha convirtió a Pariacaca en una montaña nevada que hoy lleva su nombre, mientras que Huallallo corrió igual suerte, solo que la montaña en la que se convertiría llevaría el nombre de su hija.

### Huallallo como dios lunar
En algunas zonas de Ayacucho, se tiene una leyenda que asocia a Huallallo con la Luna. Esto no resultaría extraño, puesto que algunas culturas preincas han establecido a la Luna como un ente masculino.
La leyenda nos dice lo siguiente:
Huallallo (llamado Qalalu en esta leyenda) era la personificación de la Luna. Qalalu era descrito como un dios muy joven y primoroso; su vestimenta consistía solamente en un pellejo blanco de perro para evitar estar en cueros. Del mismo modo, él siempre estaba acompañado de su perro, Karwancho.
En tiempos primigenios, la humanidad se sentía hastiada de ofrendar a sus dioses para obtener la luz y el calor. Haciendo caso del clamor humano, Qalalu aceptó entregar lumbre a la humanidad; no obstante, debido a su excesiva lujuria y otras fechorías, el dios lunar es castrado y desterrado de la Tierra.
Así fue como Qalalu, como una Luna solitaria, fue desterrado. Su perro Karwancho lo acompañó durante su exilio.
El Sol y los hermanos Chisi Chasca Qoyllur y Quela Maqta Qoyllur (personificaciones del lucero) se encargaron de que Qalalu no regresase jamás a la Tierra.
Imposibilitado de volver, Qalalu envía a su leal acompañante a la Tierra con el propósito de recuperar sus testículos. Karwancho era un perro que, además de ser bastante astuto, tenía habilidades sobrenaturales.
Una vez en la Tierra, a medida que avanzaba en su travesía, Karwancho fue engañando a diversos fenómenos naturales y animales salvajes, pues él prometía recompensarlos a cambio de que estos aceptasen guarecerse dentro de su oreja. Se sospechaba que, las pertenencias de su amo se encontraban en el hogar de un curaca de los Pacoras de Huamanga, para ser más precisos, entre sus joyas de plata.
Una vez llegó a su destino, los guardias del curaca lo amenazaron de darle muerte. El perro, en cada situación adversa, hizo salir cada elemento y/o criatura que permaneció dentro de su oreja. Acto seguido, el perro tragó todas las joyas de plata y huyó.
Al reunirse en la Luna con su amo, Karwancho expulsó de su boca muchas de las joyas de plata que devoró, sin señal alguna de las preciadas partes de Qalalu.
Qalalu, decepcionado, lanzó a los cuatro vientos las joyas de plata. Se dice que esa plata desparramada puede apreciarse en el plenilunio.
El perro celeste debe, nuevamente, volver a la Tierra para buscar las pertenencias de su amo, infinitamente.

### Huallallo y Wampu
Según este mito, se le atribuye a Huallallo (Wallallo en este mito) la fundación de Marcahuasi; de la misma manera, se establece a dicho lugar como su morada.
Al igual que el mito anterior, este gira en torno a las partes intimas del dios.
El mito comienza con una divinidad de nombre Wampu. La morada de este se ubica en un gran peñón que lleva su nombre y se eleva sobre la región de Huanza y Carampoma.
El dicho Wampu estaba celoso de la exuberante flora que constituía la riqueza de la morada de Wallallo en Marcahuasi. El ambicioso Wampu, instigado por sus súbditos, se propuso en arrebatarle todos sus dominios y despojarlo de sus riquezas.
Para ello, se preparó por mucho tiempo; se empoderó bebiendo grandes cantidades de sangre humana que gustosos le prodigaban los suyos; le tendió a Wallallo varias celadas y, en todas ellas, el celoso dios fracasó.
Al fin, conociendo que una de sus mujeres era perseguida tenazmente por los requerimientos amorosos de Wallallo, le aconsejó que aparentara dejarse seducir, y que en el instante en que Wallallo pretendiera finalizar sus intenciones, le arrancara un testículo y gritara a fin de que el propio Wampu y todos los dioses acudieran en su auxilio.
El plan de Wampu gozó de éxito y, en consecuencia, Wallallo perdió los órganos que lo capacitaban de procrear mellizos y de poder fertilizar la Tierra. Fue tanto el alboroto que hizo la diosa (la mujer de Wampu) que todos los demás dioses atacaron al mismo tiempo a Wallallo con devastadores rayos, granizo, lluvia, fuego, etc. Apremiado por la situación, Wallallo escapó de la celada hacia Marcahuasi; sin embargo, fue aquí el momento en donde el dios se percató de haber perdido uno de sus más primordiales atributos.
Se menciona que Wampu escondió los órganos de Wallallo en una cueva cercana a Marcahuasi. Esto lo hizo tomando en cuenta lo siguiente: según la tradición, los dioses podían conocer todos los secretos del campo enemigo, pero no los de su propio campo.
Poco tiempo después, pasó por ahí un Yachaq (sabio) del Titicaca a transmitir su conocimiento a las comunidades y, al mismo tiempo, a recoger piedras mágicas o huacas de diversas áreas. De modo casual, él fue a descansar dentro de la cueva para refugiarse del frío, misma cueva en la que Wampu ocultó el órgano viril de Wallallo. El Yachaq encontró el objeto y supo de lo preciado que era este hallazgo. Él creyó firmemente en que dicho objeto era capaz de realizar hechos extraordinarios que solo los dioses pueden hacer. El sabio volvió precipitadamente al Collao para mostrarles a los Yachaq de esa región su valioso hallazgo.
Por otro lado, el poder de crear y engendrar del derrotado Wallallo se había mermado; sus fuerzas disminuían y la carencia de su órgano genital se hacía notar cada vez más. La diosa que sirvió a Wampu en su maquiavélico objetivo no vivía nada complacida, puesto que ella se encontraba celosa de otra a quien Wallallo también perseguía con sus requerimientos amorosos; tratando de desacreditar a Wallallo, le refirió a aquella lo que esta divinidad había perdido; y la diosa comunicó la noticia a Wallallo. Él supo, además, que un Yachaq del Collao se lo había llevado. Salió en su persecución transformándose en humano. Siguió el camino que va por la cordillera, y al llegar a Wamanka, se enamoró de una india bellísima que había llegado a este lugar traída por el Yachaq del Collao. Acompañada de esta, siguió su viaje en persecución del Yachaq.
Al llegar al Collao, Wallallo supo por los parientes de su consorte acerca del paradero del tan buscado Yachaq. Ellos informaron a Huallallo de que el Yachaq había muerto y que su órgano generatriz había sido escondido nuevamente. Los autores de semejante acto no fueron otros que la gente de Wampu, quienes también habían perseguido al Yachaq para recuperarlo y esconderlo nuevamente en un lugar más seguro. Acompañado siempre de la india del Collao, Wallallo recorrió por algún tiempo todo aquel territorio buscando el órgano que le permitía derrochar a las gente de su región exuberantes cosechas de maíz, papas, quinua, oca y todos los productos alimenticios que ofrece la Tierra. Fue este poder el que enriqueció la región de Wampu.
La desaparición de Wallallo marcó la ruina de todos sus súbditos; las tierras se hicieron estériles; la floresta formada por Keñua, Linko y Chachacoma que suministraba madera para la leña necesaria de las construcciones de las casas y templos; y los extensos pajonales que servían de alimento para sus ganados; todo desapareció por la rapacidad de Wampu que lo hizo trasladar a su propia región.
Pasaron muchos años bajo la ausencia de la lluvia, y en cuyo tiempo los habitantes fueron azotados por innumerables desgracias y pestes que los extenuaron. Después de mucho tiempo, Wallallo regresó a Marcahuasi llevando consigo las lluvias y tratando de reparar los acueductos y lagunas; de esta manera, se volvió a sembrar en los diferentes sitios el Linko, Keñua, Chachacoma, Lloke y las pupas que hasta hoy existen, aunque no como en los tiempos del apogeo de Marcahuasi, cuando allí reinaba Wallallo, dueño absoluto de estas plantas, y cuando ellas solo existían en sus dominios.

## Representación
Huallallo era una poderosa deidad representada como un hombre con rasgos de perro y/o vestido con pieles de dicho animal. Asimismo, el antedicho canido es considerado como el animal que lo representa.
El dios Huallallo, al igual que cualquier dios andino, tenía la capacidad de manifestarse de cualquier forma; pero siempre hay elementos que le eran más usuales para hacerlo.
En Huarochirí, Huallallo se transformó en llamas de fuego tan ardientes que llegaban hasta el cielo. Posteriormente, Huallallo se convirtió en un pájaro (posiblemente un colibrí) para huir del combate contra el dios Pariacaca; ya que Huallallo se había quedado sin fuerzas.
En la versión wanka, cuando Huallallo montaba en cólera, este se transformaba en poderosos vientos huracanados y estos no tenían respeto por nada, aun si se tratase de hogares, niños, animales, etc.

## Ritos
Los wankas lo veneraban con sacrificios humanos. Una vez realizado el sacrificio, la sangre resultante era rociada sobre una efigie de su templo. Asimismo, también le ofrendaban con mullu y perros adornados de piedras preciosas.